# Donji Stajevac
Donji Stajevac (en serbe cyrillique : Доњи Стајевац) est un village de Serbie situé dans la municipalité de Trgovište, district de Pčinja. Au recensement de 2011, il comptait 398 habitants.

## Démographie
| 1948  | 1953  | 1961  | 1971  | 1981 | 1991 | 2002 | 2011 |
| ----- | ----- | ----- | ----- | ---- | ---- | ---- | ---- |
| 1 046 | 1 044 | 1 063 | 1 001 | 683  | 560  | 461  | 398  |

|  |